# Seleção Marfinense de Futebol
A Seleção Marfinense de Futebol ou Seleção Costa-marfinense de Futebol representa a Costa do Marfim nas competições de futebol da CAF e FIFA. Ela também é filiada à WAFU.

## História
Apesar de ser uma das grandes seleções da África, teve sempre problemas para se qualificar para as Copas do mundo. A marca da evolução de seu futebol é de ter muitos de seus principais jogadores atuando em grandes clubes europeus, como é o caso de Salomon Kalou, Emmanuel Eboué e Kolo Touré, Yaya Touré e Didier Drogba todos na Premier League,
Seu último jogo antes da Copa do Mundo de 2006 foi no começo de março, contra a Espanha em Valladolid, na qual esta ganhou de 3 a 2. Em 2006, a seleção Marfinesa estreou em copas do mundo, no chamado "Grupo da morte", com Argentina, Países Baixos e Sérvia e Montenegro, e acabou sendo eliminada já na primeira fase, ficando em 19º lugar na classificação geral do Copa do Mundo de 2006.
Já na Copa do Mundo de 2010, mais uma vez foi eliminada na primeira fase, novamente no "Grupo da morte" enfrentando, no Grupo G, Brasil, Portugal e Coreia do Norte, obtendo uma vitória, um empate e uma derrota.
Nos Jogos da Francofonia, conquistou a medalha de ouro em 2005 e uma de prata em 2009
Já na Copa do Mundo de 2014, foi eliminada de novo na fase de grupos contra a Colômbia, Grécia e Japão, obtendo uma vitória e duas derrotas. Foi eliminada tragicamente por um gol da Grécia de pênalti nos acréscimos da partida, onde acabou derrotada por 2 a 1 sendo que o empate a classificaria para as oitavas de final pela primeira vez em sua história.

## Títulos
| CONTINENTAIS | CONTINENTAIS                   | CONTINENTAIS | CONTINENTAIS      |
|              | Competição                     | Vezes        | Ano               |
| ------------ | ------------------------------ | ------------ | ----------------- |
|              | Campeonato Africano das Nações | 3            | 1992, 2015 e 2023 |
|              | Copa CEDEAO                    | 3            | 1983, 1987 e 1991 |

### Outras Conquistas
- Torneio Internacional de Toulon: 1 (2010)
- Jogos da Francofonia: medalha de ouro - 2005

## Campanhas de destaque
- Copa das Confederações
  - 4º lugar: 1992
- Campeonato Mundial de Futebol Sub-17
  - 3º lugar: 1987
- Campeonato das Nações Africanas
  - 2º lugar: 2006 e 2012
- Jogos Pan-Africanos
  - medalha de bronze - 1965
- Jogos da Francofonia
  - medalha de prata - 2009

## Material esportivo
| Fornecedor | Período       |
| ---------- | ------------- |
| Puma       | 2005–presente |